# العريش (إب)

تعديل مصدري - تعديل

العريش محلة تابعة لقرية الربيض، التابعة لعزلة بني مدسم بمديرية إب إحدى مديريات محافظة إب في الجمهورية اليمنية.، بلغ تعداد سكانها 203 حسب تعداد اليمن لعام 2004.